# Каньємбо Нтемена
Каньємбо Нтемена (д/н — 1904) — 10-й мвата-казембе (володар) держави Казембе в 1883—1885 і 1886—1904 роках.

## Життєпис

### Боротьба з братом
Молодший син мвати Каньємбо Келека Маї. Про молоді роки обмаль відомостей. 1870 року після поразки мвати Мвонги Нсемби від військ Тіппу Тіпа й Мсірі підтримав свого брата Чинконколе Кафуті, що зайняв трон. Втім останній стикнувся з іншим братом — Луквезою Мпангою, який отримав війська від Тіппу Тіпа. 1872 року після поразки та загибелі брата втік на південь.
1883 року зібрав війська, вирішив скористатися війною Луквези Мпанги з Мсірі. Швидко рушив на північ, де переміг брата, який втік з держави. Каньємбо оголосили новим мватою.
Разом з тим становище залишалося складним, оскільки работоргівці Мсірі й далі нападали на Казембе. Також ваги набули місцеві вожді та аристократи. 1885 року проти мвати виступив Луквеза, що отримав війська від Мсірі. Каньємбо зазнав поразки й втік до вождіства Лусака. Але вже 1886 року скористався помилкою брата, який відіслав війська Мсірі, атакувавши на о. Чібондо Луквезу Мпангу, який зазнав поразки й загинув.

### Боротьба з Мсірі
Втім загрози для мвати залишалися. З огляду на тиск знаті мусив залишити на посаді нсвана-мулопве (особистий радник, на кшталт першого міністра) Какасу, який також мав титул каїнду (кілоло-намісника Нгоми). Доволі швидко вступив з ним у конфлікт, в якому Какасу 1886 року отримав підтримку від мсірі, внаслідок чого повалив Каньємбо Нтемену, що втік до Бемби.
Фактично влада в Казембе перейшла до Мсірі. Какасу створив резиденцію в Мвамбо, проте не наважився прийняти титул мвати. 1887 Каньємбо отримав війська від бемби перейшов у наступ. У битві біля Чизенги його стриєчний брат Мвонга Капаката завдав поразку загону Мсірі. Сам Каньємбо з військом атакував Мвамбо, завдавши поразки Какасу. Той відступив до озера Чіфукула. Згодом ворог зайняв землі західніше, а Какасу розмістив свою резиденцію на о. Чібондо.
У цей час до мвати стали прибувати представники бельгійського короля Леопольда II з пропозицією укласти угоду про протекторат. Водночас посилив свою діяльність Альфред Шарп, генеральний консул протекторату Британська Центральна Африка. Втім Каньємбо Нтемена відкинув усі вимоги, а Шарпу 1890 року заборонив перебувати на підвладних землях.
Війна з військами Мсірі та Какасу тривала до 1891 року, коли перший загинув у битві з бельгійськими найманцями. Це дозволило Каньємбо Нтемена перейти у наступ. Протягом кампанії 1892—1893 років вдалося завдати нищівних поразок військам супротивника, зокрема відвоювати Чібондо. Натомість мвата пробачив головних заколотників на чолі з Какасу, який дістав посаду кілоло Чібондо.

### Відносини з європейцями
У 1890 році Сесіль Родс та його Британська Південно-Африканська компанія (БПАК) отримали права на засвоєння та облаштування земель у верхів'ях річки Конго. Втім через війну в області Катанга та протистояння мсірі цього не вдавалося зробити до 1891 року. Тоді адміністрація Вільної держави Конго і БПАК уклали угоду, за якою розділили території, внаслідок чого кордон встановлювався за течією річки Луапула між озерами Бангвеулу та Мверу. 1894 року цю угоду підтвердили англо-бельгійським договором. Наслідком цього передбачалося поділ Казембе між леопольдом II та Великою Британією.
Каньємбо Нтемена погодився укласти угоду про протекторат БПАК, за якою тій надавалося монополія на розробку та використання корисних копалин. У травні британці заснували факторію у нижній течії річки Калунгвіші. Втім мвата намагався обмежити стосунки з ними. Водночас з 1893 року бельгійці окупували долину річки Лофой у Катанзі, яка належала Казембе і була свого часу окупована Мсірі. Спроби Каньємбо Нтемена повернути собі втрачені з 1883 року землі на другому березі річки Луапула наштовхнулися на спротив адміністрації Великої держави Конго. Загін на чолі з Какасу зазнав поразки, а його самого бельгійці жорстоко стратили. За цим бельгійці стали створювати військові пункти й торгівельні станції, які контролювали підвладні області та займалися збором слонової кістки й податків. До 1896 року фактично східні береги Луапули та озеро Мверу стали частиною Північносхідної Родезії. Решта увійшла до Вільної держави Конго, де утворилася Компанія Катанга.
Водночас у 1895 році уклав союз з державою Бемба, з якою об'єднувало бажання самостійно торгувати слоновою кісткою й зберегти работоргівлю. Невдовзі почалися напади на британців. Втім 1896 року останні встановили протекторат над Бембою. За цим протягом 1897—1898 років британські загони перекрили шляхи торгівлі з північними землями, що раніше належали Казембе, а тепер увійшли до Вільної держави Конго. Це викликало обурення мвати.
До 1899 року було ліквідовано будь-який спротив і самостійність у сусідніх з Казембе британських протекторатах. Адміністрація Північносхідної Родезії вирішила остаточно ліквідувати напівнезалежний статус Казембе. У короткотривалій війні Каньємбо Нтемена зазнав тяжкої поразки. Столицю Казембе — Мвансабомбве — спалили. Через річку Луапулу відступив у межі Вільної держави Конго. Після низки наступних невдач вирішив шукати миру. За посередництва християнських місіонерів Андерсен мвата визнав британську зверхність, отримавши посаду окружного комісара зі збереженням свого титулу.
Зеодом зберігав вірність колоніальній адміністрації. Помер 1904 року. Титул спадкував його стриєчний брат Мвонга Капаката.